# Хипотеза на Омфалос
Хипотезата на Омфалос е псевдонаучен аргумент, че бог е създал вселената (в последните десет хиляди години). Носи името си от заглавието на книгата Омфалос на Филип Хенри Гос от 1857 г., където той твърди, че за да бъде светът „функционален“, бог е създал Земята с планини и каньони, дървета с пръстени за растеж, Адам и Ева с коса, нокти и пъпове (омфалос на гръцки означава „пъп“) и че затова никакви доказателства за предполагаемата възраст на Земята и Вселената могат да се считат като надеждни.